# Świętochłowice (przystanek kolejowy)
Świętochłowice − przystanek kolejowy w Świętochłowicach, w województwie śląskim, w Polsce.

## Ruch pasażerski
| Rok  | Wymiana pasażerska na dobę |
| ---- | -------------------------- |
| 2017 | 200-299                    |
| 2022 | 500-599                    |

## Historia
W miejsce zamkniętego dworca Królewska Huta w Świętochłowicach (ostatnia niem. nazwa Schwientochlowitz), obsługującego wcześniej Królewską Hutę, w środę 1 października 1913 roku uruchomiono nowo zbudowany przystanek kolejowy Świętochłowice (niem. Haltepunkt Schwientochlowitz) oraz dzisiejszą stację kolejową z dworcem Chorzów Batory (niem. Bahnhof I. Klasse Bismarchütte) w Hajdukach, który przejął funkcje starego obiektu.
Przystanek zlokalizowano w sąsiedztwie huty „Falva”, w zachodniej części ówczesnego centrum Świętochłowic. W momencie otwarcia obsługiwał on lokalny ruch pasażerski z ograniczonymi usługami do możliwości nadawania i odbierania jedynie przesyłek ekspresowych. Od początku istnienia przystanek posiadał jeden częściowo zadaszony peron z przejściem podziemnym (w nasypie kolejowym), łączącym go z obszernym, w którym znajdowały się: kasa, poczekalnia, toalety oraz biura i mieszkania urzędników kolejowych.
Budynek przystanku, zrujnowany od lat 90. XX wieku, został wyburzony w 2004 roku, podczas jego rozbiórki natrafiono na archiwalne dokumenty.